# Герб Смолевичей
Герб Смолевичей — официальный геральдический символ города Смолевичи Минской области Беларуси. Герб зарегистрирован в Гербовом матрикуле Республики Беларусь 28 мая 1998 года № 14.

## Описание
Варяжский щит рассечённый «в столб»: в правом красном поле серебряный знак Судимонта Доргевича, в левом голубом — золотая бочка с чёрной смолой.